# Aseraggodes holcomi
Aseraggodes holcomi är en fiskart som beskrevs av Randall 2002. Aseraggodes holcomi ingår i släktet Aseraggodes och familjen tungefiskar. Inga underarter finns listade i Catalogue of Life.